# Schwabenpfeil
Der Schwabenpfeil war ein Zug der Deutschen Bundesbahn (DB), der ab 1952 zwischen Stuttgart Hauptbahnhof und Dortmund Hauptbahnhof verkehrte.
Der Fernschnellzug führte zunächst die Zugnummern F 23/24. Anfangs bestand er aus zwei Wagen der (alten) 2. Klasse und einem Speisewagen. Der Laufweg änderte sich einige Male geringfügig: 1954 wurde (der alte) Hauptbahnhof Ludwigshafen, 1955 auch der (neue) Hauptbahnhof Heidelberg, nunmehr ein Durchgangsbahnhof, eingebunden. Mit der Klassenreform 1956 führte der Zug nun ausschließlich die (neue) 1. Klasse. Zu der gehobenen Ausstattung des Zuges gehörten Zugpostfunk und Schreibabteil. 1958 erhielt der Zug einen Kurswagen, der zwischen Dortmund und Frankfurt (Main) Hauptbahnhof lief. In Mainz fand der Wagentausch statt. Zwischen Mainz und Frankfurt verkehrten die Kurswagen „nur“ mit einem Schnellzug (D).
Dies blieb so bis 1971, als die Zugnummer zum Sommerfahrplan in F 118/119 geändert und zum Winterfahrplan des gleichen Jahres die Zuggattung wechselte. Der Schwabenpfeil verkehrte nun als InterCity, der Kurswagen nach Frankfurt entfiel. In der Folge wechselten die Zugnummern mehrfach: IC 110/119 (1972), IC 114/115, IC 534/535 (1981), IC 518/519 (1989) und IC 618/619. Mit der Öffnung des IC-Verkehrs auch für Reisende der 2. Klasse erhielt auch der Schwabenpfeil dieses Angebot. Außerdem wurde der Laufweg über Dortmund hinaus nach Hannover Hauptbahnhof und Hamburg Altona verlängert.